# Heliconius rubra
Heliconius rubra är en fjärilsart som beskrevs av Hans Ferdinand Emil Julius Stichel 1906. Heliconius rubra ingår i släktet Heliconius och familjen praktfjärilar. Inga underarter finns listade i Catalogue of Life.